# دودة خيطية ممرضة للحشرات

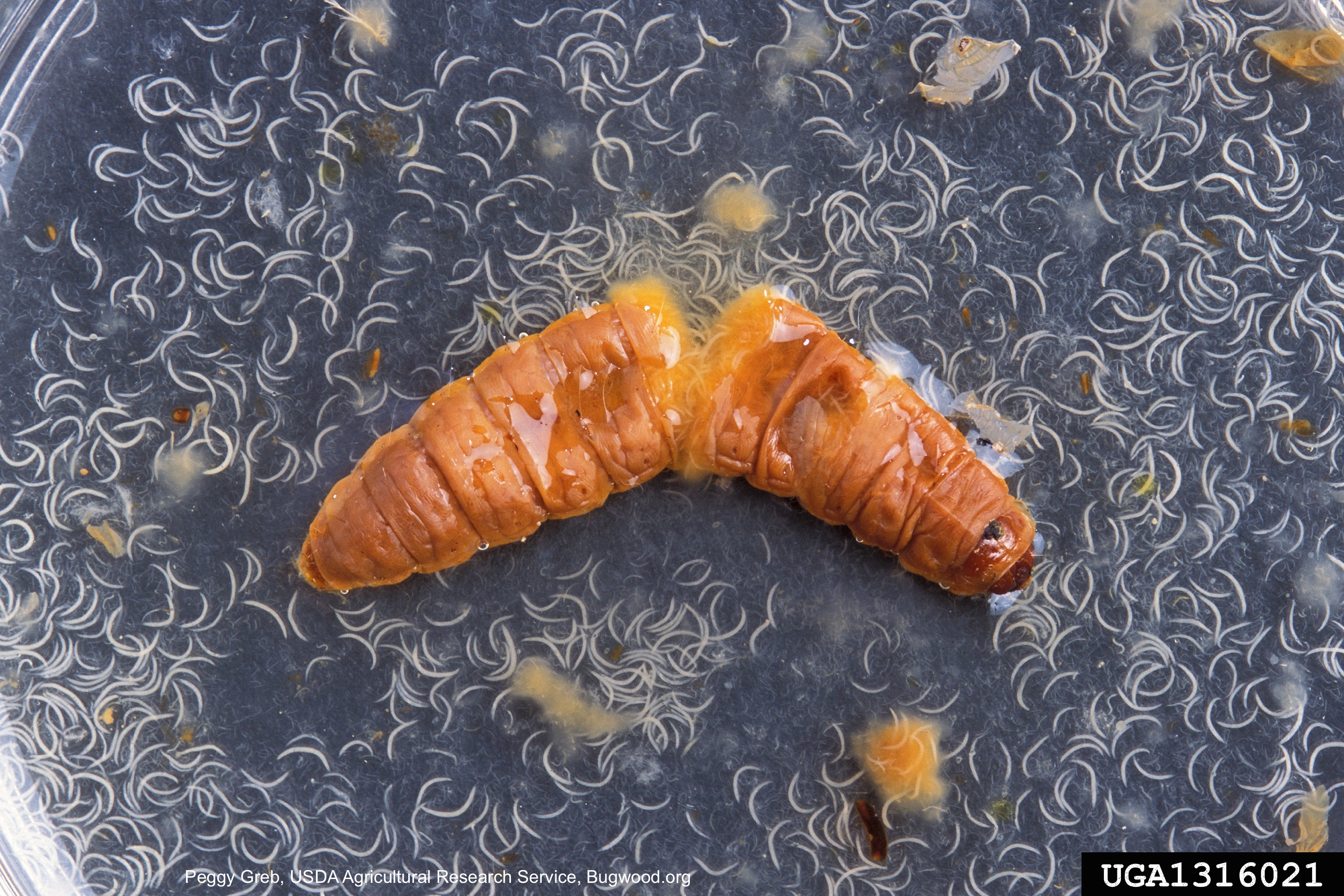
ديدان خيطية تخرج من جثة يرقة عثة الشمع.

الديدان الخيطية الممرضة للحشرات (بالإنجليزية: Entomopathogenic nematodes)‏، (باختصار EPN)، هي مجموعة من الديدان الأسطوانية  (المعروفة أيضًا بالديدان المدورة) التي تتطفل على الحشرات وتؤدي إلى قتلها أو إضعافها بشكل كبير. 
تتميز هذه الديدان بأجسام لينة وغير مقسمة،وتُصنف كطفيليات إجبارية أو اختيارية بالنسبة لبعض الحشرات. توجد الديدان الخيطية الممرضة للحشرات بشكل طبيعي في بيئات التربة وتحدد مكان مضيفها باستشعار ثاني أكسيد الكربون والاهتزازات وغير ذلك من الإشارات الكيميائية. تُعد الديدان الخيطية حيوانات تحتل موقعًا وسيطًا في مجال التحكم البيولوجي، بين مسببات الأمراض الميكروبية والحيوانات المفترسة/شبه الطفيليات.  تمتاز بكونها غير سامة للإنسان، ومحددة للأهداف المستهدفة، مما يجعلها ملائمة للاستخدام ضمن برامج إدارة الآفات المتكاملة. يمكن تطبيقها باستخدام المعدات القياسية لرش المبيدات الحشرية، مما يسهل إدماجها في استراتيجيات المكافحة البيولوجية. ورغم أن العديد من الديدان الخيطية الطفيلية الأخرى تسبب أمراضًا للكائنات الحية (تعقيم أو إضعاف مضيفها بأي شكل آخر)، فإن الديدان الخيطية الممرضة للحشرات تقتصر على إصابة الحشرات فقط. تعيش الديدان الخيطية الممرضة للحشرات طفيليًا داخل العائل المصاب (الحشرة)، ولذلك يطلق عليها الطفيلات الداخلية. وهي تصيب العديد من أنواع الحشرات المختلفة التي تعيش في التربة مثل أشكال يرقات العث والفراشات والذباب والخنافس وكذلك الأشكال البالغة من الخنافس والجراد والصراصير. وقد تم العثور على الديدان الخيطية الممرضة للحشرات في جميع أنحاء العالم في مجموعة من المواطن المتنوعة بيئيًا. وهي شديدة التنوع والتعقيد والتخصص. وأكثر الديدان الخيطية الممرضة شيوعًا هي تلك التي يمكن استخدامها في المكافحة البيولوجية للحشرات الضارة، وهي أعضاء من فصيلة Steinernematidae وHeterorhabditidae.إنها الديدان الخيطية الطفيلية الوحيدة التي تمتلك توازنًا مثاليًا بين سمات المكافحة البيولوجية.

على الرغم من أن صناعة المكافحة البيولوجية قد اعترفت بالديدان الخيطية الممرضة للحشرات منذ ثمانينيات القرن العشرين، إلا أنه تم فهم القليل نسبيًا عن بيولوجيتها في النظم البيئية الطبيعية والمُدارة (جورجيس 2002).